# One by One
| Críticas profissionais | Críticas profissionais |
| Avaliações da crítica  | Avaliações da crítica  |
| Fonte                  | Avaliação              |
| ---------------------- | ---------------------- |
| AllMusic               | [ 1 ]                  |
| Austin Chronicle       | [ 2 ]                  |
| bbc.co.uk              | (Média)                |
| E! Online              | (Favorável)            |
| Entertainment Weekly   | (Favorável)            |
| Neumu                  | (6/10)                 |
| NME                    | (8/10)                 |
| PopMatters             | (Média)                |
| Pitchfork Media        | (5.4/10)               |
| Rolling Stone          | [ 10 ]                 |

One by One é o quarto álbum de estúdio da banda Foo Fighters, lançado a 22 de outubro de 2002.
A faixa "All My Life" apresenta letra reflexiva e séria, enquanto "Tired of You" conta com a participação especial de Brian May, guitarrista do Queen. A banda também ganhou pela segunda vez o Grammy de Melhor Álbum de Rock com esse trabalho.

## Faixas
Todas as faixas por Dave Grohl, Taylor Hawkins, Nate Mendel e Chris Shiflett
1. "All My Life" – 4:24
2. "Low" – 4:28
3. "Have It All" – 4:58
4. "Times Like These" – 4:26
5. "Disenchanted Lullaby" – 4:33
6. "Tired of You" – 5:12
7. "Halo" – 5:06
8. "Lonely as You" – 4:37
9. "Overdrive" – 4:30
10. "Burn Away" – 4:59
11. "Come Back" – 7:49

## Edição especial

### Disco bônus
1. "Walking a Line" - 3:57
2. "Sister Europe" - 5:10 (Cover de Psychedelic Furs)
3. "Danny Says" - 2:58 (Cover de Ramones)
4. "Life of Illusion" - 3:41 (Cover de Joe Walsh)
5. "For All the Cows" - 3:34 (Ao vivo em The Melkweg, Amsterdã, Holanda, 29 de Fevereiro de 2000)
6. "Monkey Wrench" - 4:03 (Ao vivo em The Chapel, Melbourne, Austrália, 2 de Fevereiro de 2000)
7. "Next Year" - 4:12 (Ao vivo em Melbourne, Austrália, faixa bônus na França)

## Prêmios
Grammy Awards
| Ano  | Vencedora   | Categoria                       |
| ---- | ----------- | ------------------------------- |
| 2002 | All My Life | Melhor performance de Hard Rock |
| 2003 | One by One  | Melhor Álbum de Rock            |

## Certificações
| País                          | Certificação | Vendas     |
| ----------------------------- | ------------ | ---------- |
| Austrália (ARIA)              | 2× Platina   | 140.000+   |
| Brasil (Pro-Música Brasil)    | Ouro         | 40.000+    |
| Canadá (Music Canada)         | Platina      | 100.000+   |
| Estados Unidos (RIAA)         | Platina      | 1.000.000+ |
| Finlândia (Musiikkituottajat) | Ouro         | 15.091     |
| Japão (RIAJ)                  | Ouro         | 100.000+   |
| Noruega (IFPI)                | Ouro         | 20.000+    |
| Nova Zelândia (RMNZ)          | Ouro         | 7.500+     |
| Reino Unido (BPI)             | 2× Platina   | 859.896    |
| Suécia (IFPI)                 | Ouro         | 30.000+    |